# 徐炳忠
徐炳忠（1932年—），男，湖南澧县人，中华人民共和国政治人物，曾任北京市人大常委会副主任，第九届全国人大代表。